# Xàtiva
Xàtiva (valenciai nyelven és hivatalosan; spanyolul Játiva) nagy múltú város Spanyolországban,Valencia autonóm közösségben, annak Valencia tartományában. Lakosainak száma 30 378 fő (2024).

## Fekvése
Xàtiva L’Alcúdia de Crespins, Barxeta, Canals, Cerdà, Estubeny, Genovés, Valencia, La Granja de la Costera, Llocnou d’En Fenollet, Llanera de Ranes, La Llosa de Ranes, Montesa, Valencia, Novelé, Rotglà i Corberà, Torrella, Vallés, Alcàntera de Xúquer, Beneixida, Carcaixent, Càrcer, L’Ènova, Manuel, Rafelguaraf, Sellent, Castelló de la Ribera, Anna, Enguera, Bellús, Benigànim, Guadasequies, L’Olleria és Simat de la Valldigna községekkel határos.

### Megközelítése
Az országúton felül a Valencia - Alicante vasútvonalon is megközelíthető.

## Története
Itt élt a Borja (olaszul Borgia) család, amely két pápát is adott a katolikus egyháznak: III. Callixtust és a hírhedt VI. Sándort.

## Népessége
A város népessége az utóbbi években az alábbiak szerint változott:
| Lakosok száma | 25 996 | 27 679 | 28 597 | 29 386 | 29 196 | 29 343 | 29 070 | 29 231 | 29 637 | 30 378 |
|               | 2001   | 2004   | 2007   | 2009   | 2012   | 2014   | 2017   | 2019   | 2022   | 2024   |

## Híres személyek
- Itt született VI. Sándor pápa 1431. január 1-jén
- Itt született Jusepe de Ribera festő (1588–1652)
- Itt született 1996-ban Antonio Sivera Salvá labdarúgó